# Franclens
Franclens è un comune francese di 497 abitanti situato nel dipartimento dell'Alta Savoia della regione dell'Alvernia-Rodano-Alpi.

## Storia

### Simboli
Lo stemma di Franclens è stato adottato il 30 gennaio 2012.
Sono raffigurati il fior di bombo (in francese orchidée bourdon), un'orchidea tipica della zona, e la locale chiesa dedicata a sant'Eugendo (Saint Oyend), costruita nel 1865 in stile neogotico.

## Società

### Evoluzione demografica
Abitanti censiti